# 威廉宫

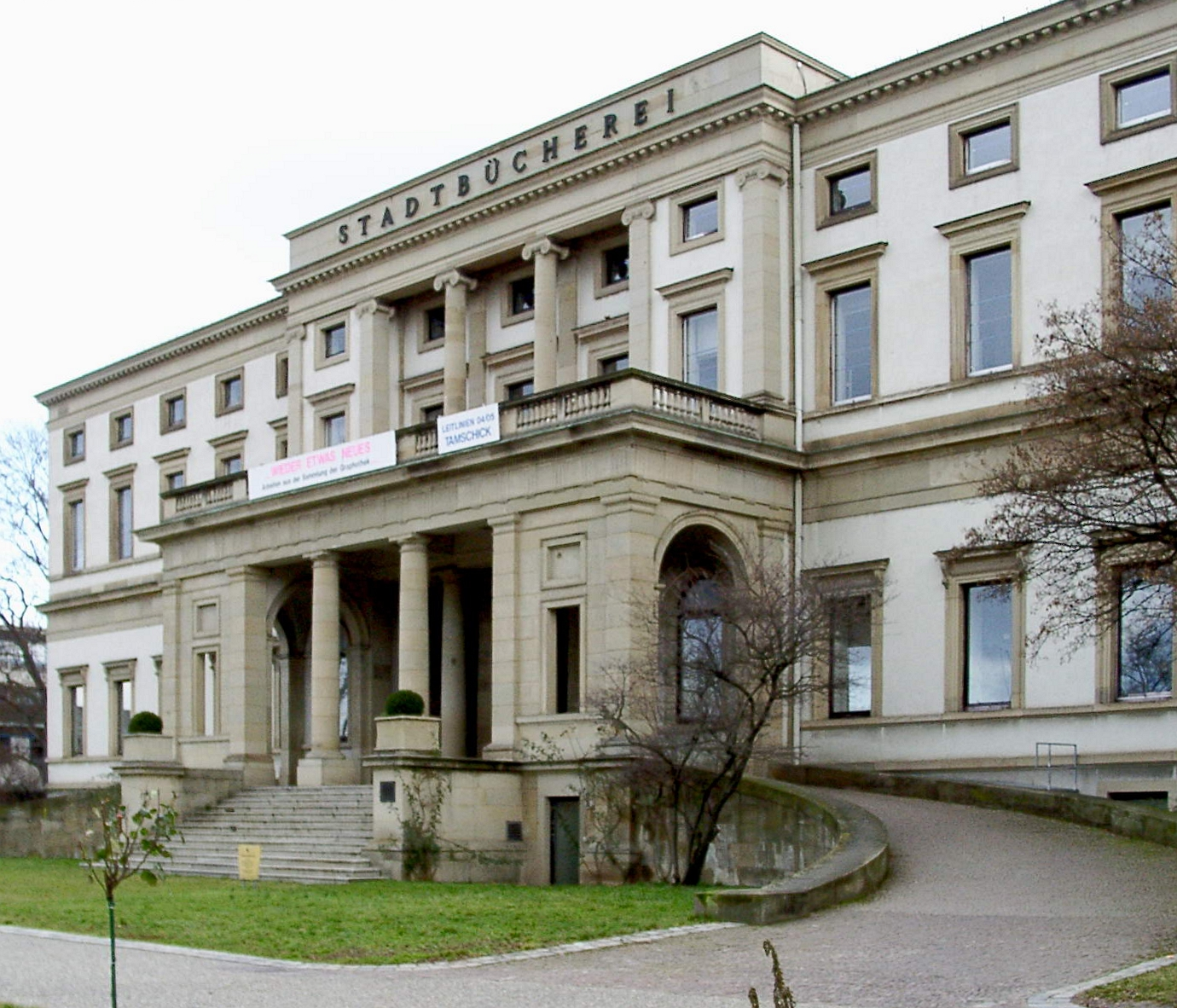
威廉宫

威廉宫（Wilhelmspalais）位于德国斯图加特市中心的夏洛特广场（Charlottenplatz）。它是最后一位符腾堡国王威廉二世的居住地，在第二次世界大战期间被毁，1961年到1965年重建。现在，斯图加特市图书馆总馆设于其内。
48°46′34″N 9°11′03″E / 48.77611°N 9.18417°E